# Nelly Ben-Or

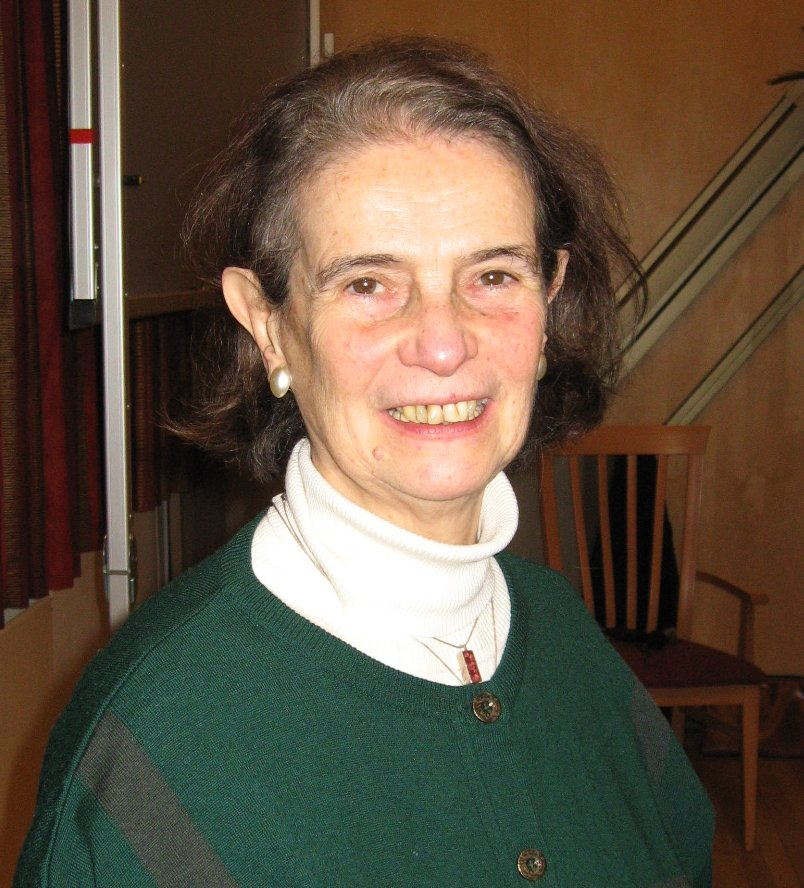
Nelly Ben-Or

Nelly (Nechama) Ben-Or (auch Nelly Ben-Or Clynes; * 1933 in Lwów) ist eine polnische Pianistin und Musikpädagogin.
Ben-Or kam mit ihrer Familie nach dem Einmarsch der deutschen Wehrmacht in ein Ghetto. Ihr und ihrer Mutter gelang beim Transport nach Auschwitz die Flucht, und sie überlebten unter falschen Identitäten die Zeit bis 1945 in Warschau. Nach dem Krieg schlug sie eine Laufbahn als Konzertpianistin ein. Sie trat international als Solistin bei Konzerten auf und spielte beim Rundfunk, insbesondere bei der BBC, zahlreiche Werke von Komponisten des 18. bis 20. Jahrhunderts ein. 1963 qualifizierte sie sich als erste Musikpädagogin für die Anwendung der Alexander-Technik im Klavierunterricht und wurde die weltweit führende Vertreterin dieser Methode. Sie gab Meisterklassen und wurde 1975 Professorin für Klavier an der Guildhall School of Music and Drama.